# Odontodisplasia regional
A odontodisplasia regional é uma patologia rara, não transmitida pelos ascendentes e sem etiologia conhecida.
Sem predileção por gênero ou raça.É denominada de alteração de estrutura, pois atinge as estruturas mineralizadas dos dentes: esmalte e dentina, ou ambos.
Envolve todos os tecidos do dente. Ocorre retardo na erupção e alteração da forma dos dentes, que ficam com raízes curtas e cámaras pulpares amplas, além de escurecimento dos mesmos. Jaime
Um dos tratamentos consiste na exodontia de todos os dentes atingidos e reabilitação por meio de próteses.